# L'Espionne (film, 1906)
Pour les articles homonymes, voir L'Espionne.
Pour plus de détails, voir Fiche technique et Distribution.
L'Espionne est un film muet français réalisé par Lucien Nonguet, sorti en 1906.

## Fiche technique
- Titre original : L'Espionne
- Titre anglophone (États-Unis) : The Female Spy
- Réalisation Lucien Nonguet
- Scénario :
- Producteur :
- Société de production : Pathé Frères
- Société de distribution : Pathé Frères
- Pays d'origine :  France
- Langue : film muet avec les intertitres en français
- Métrage : 130 mètres
- Format : Noir et blanc — 35 mm — 1,33:1 — Muet
- Genre : Film dramatique
- Durée : 4 minutes 20
- Dates de sortie : 
  -  États-Unis : 16 novembre 1906
  -  France : 15 décembre 1906

## Distribution
- Louis Paglieri